# Zicca taeniola
Zicca taeniola är en insektsart som först beskrevs av William Sweetland Dallas 1852.  Zicca taeniola ingår i släktet Zicca och familjen bredkantskinnbaggar. Inga underarter finns listade i Catalogue of Life.